# Metaphorical Music
Metaphorical Music es el primer álbum solista de Nujabes. Tiene una combinación de hip hop y jazz, y cuenta con la participación de artistas como Shing02 (conocido por la canción "Battlecry", intro del anime Samurai Champloo, que se encuentra en la banda sonora de dicho anime), Substantial, Five Deez, y Cise Starr (de CYNE).

## Lista de temas
1. "Blessing It (Featuring Substantial and Pase Rock of Five Deez)" (Producido por Nujabes)
2. "Horn in the Middle" (Producido por Nujabes)
3. "Lady Brown (Featuring Cise Starr)" (Producido por Nujabes)
4. "Kumomi" (Producido por Nujabes)
5. "Highs 2 Lows (Featuring Cise Starr)" (Producido por Nujabes)
6. "Beat Laments the World" (Producido por Nujabes; contains a sample from "Blessing It")
7. "Letter From Yokosuka" (Producido por Nujabes)
8. "Think Different (Featuring Substantial)" (Producido por Nujabes)
9. "A Day by Atmosphere Supreme" (Producido por Nujabes)
10. "Next View" (Featuring Uyama Hiroto on Sax)
11. "Latitude (Remix) (Featuring Five Deez)" (Producido por Nujabes)
12. "F.I.L.O. (Featuring Shing02)" (Producido por Nujabes)
13. "Summer Gypsy" (Producido por Nujabes)
14. "The Final View" (Producido por Nujabes)
15. "Peaceland" (Producido por Nujabes)